# لیشا هایلی
لیشا هایلی (انگلیسی: Leisha Hailey؛ زاده ۱۱ ژوئیهٔ ۱۹۷۱) یک خواننده، و هنرپیشه آمریکایی است. وی از والدینی آمریکایی در جزایر ریوکیو ژاپن به دنیا آمد و در بلویو، نبراسکا آمریکا بزرگ شد.